# Jean Guillou (gymnastique)
Pour les articles homonymes, voir Jean Guillou et Guillou.
Jean François Guillou, né le 24 juin 1931 à Plouédern et mort le 28 août 2019 à La Seyne-sur-Mer, est un gymnaste artistique français.

## Carrière
Jean Guillou est sacré champion de France du concours général de gymnastique artistique en 1961 et en 1963.
Il participe aux épreuves de gymnastique aux Jeux olympiques d'été de 1952 à Helsinki, terminant 12e du concours général par équipe, et aux Jeux olympiques d'été de 1956 à Melbourne.